# Plon przeliczeniowy
Plon przeliczeniowy – plon wyrażony w jednostkach możliwych do porównania, np. jednostkach zbożowych, owsianych, suchej masie. Wylicza się go na podstawie współczynników przeliczeniowych produktów rolniczych.